# Leonid Stadnik
Leonid Stepanovich Stadnik (em ucraniano: Леонід Степанович Стадник), (Oblast de Jitomir, 5 de agosto de 1970 - 24 de agosto de 2014) foi um veterinário ucraniano que ganhou notoriedade devido à sua alta estatura. Chegou a ser considerado o homem mais alto do mundo vivo segundo o Guinness World Records. O "Ukrainian Book of Records" reconhece uma altura de 2,57 m (8 ft 4 in). Entretanto, em 20 de agosto de 2008, em um anúncio do editor-chefe do GWR, Craig Glenday, o título de homem mais alto da atualidade havia sido devolvido a Bao Xishun, de 2,36 m (7 ft 8,95 in), ex-detentor do recorde, após a recusa de Stadnyk de ser medido sob as diretrizes estabelecidas pelo Guinness.
No anúncio de Glenday, ele disse: "Nós percebemos que há tanto interesse e entusiasmo nessas categorias relacionadas à altura que a categoria era importante demais para ser certificada por apenas um médico". Ele completou, dizendo: "Então decidimos apertar as coisas completamente para ter certeza de que não há dúvida."
O crescimento excessivo de Stadnyk começou após uma cirurgia no cérebro aos 14 anos de idade. Ele desenvolveu um tumor na hipófise, que causou uma secreção em larga escala de hormônio do crescimento, resultando em um gigantismo acromegálico. Trinta anos após a cirurgia, os médicos descobriram que o tumor misteriosamente desapareceu e Leonid estava saudável e não mais crescendo.
Muitas pessoas questionaram a legitimidade dessa altura exagerada, não apenas pelo fato dele não ter sido medido pelo Guinness World Records, mas também porque o Prof. Michael Besser, endocrinologista da London Clinic, creditado por tê-lo medido e "constatado" esta altura, negou que o tenha feito. Besser disse: "Não o medi. Eles pensaram que o tinha feito. Estão citando erradamente."
Leonid morreu em 24 de agosto de 2014, aos 44 anos de idade, vítima de uma hemorragia cerebral, em Oblast de Jitomir.